# سامسونج GT-i8510
سامسونج GT-i8510 (بالإنجليزية: Samsung GT-i8510)‏ هو هاتف ذكي من سامسونج يعمل بنظام سيمبيان، تم طرحه في الأسواق في أكتوبر 2008.

## الخصائص
- نظام التشغيل: سيمبيان
- الكاميرا الخلفية: 8 ميجابكسل
- الشاشة: 240×320
- الوزن: 136 غرام
- المعالج: 330 ميجا هرتز
- الذاكرة: 16 جيجابايت